# Antependium

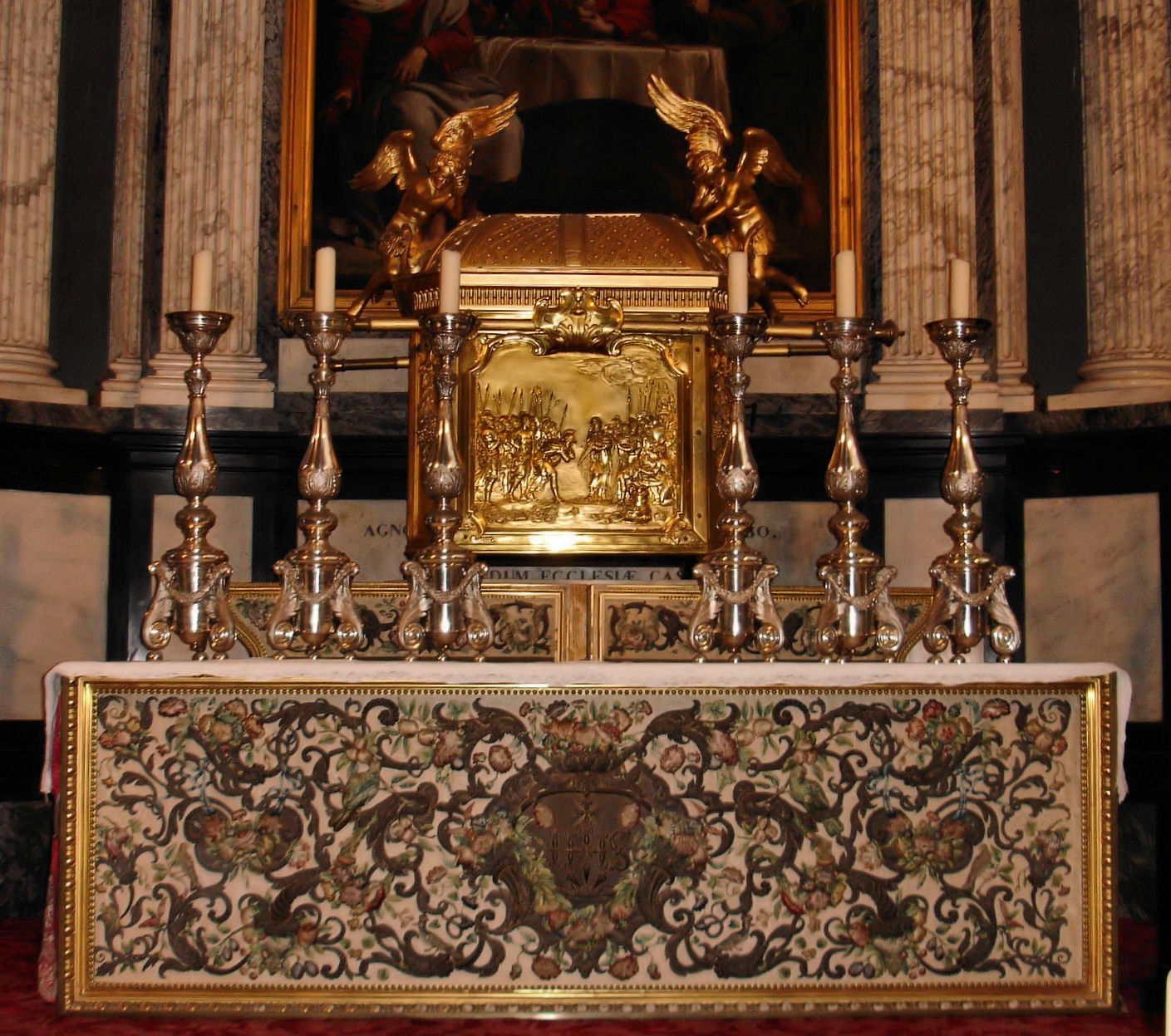
Antependium i Antwerpens katedral.

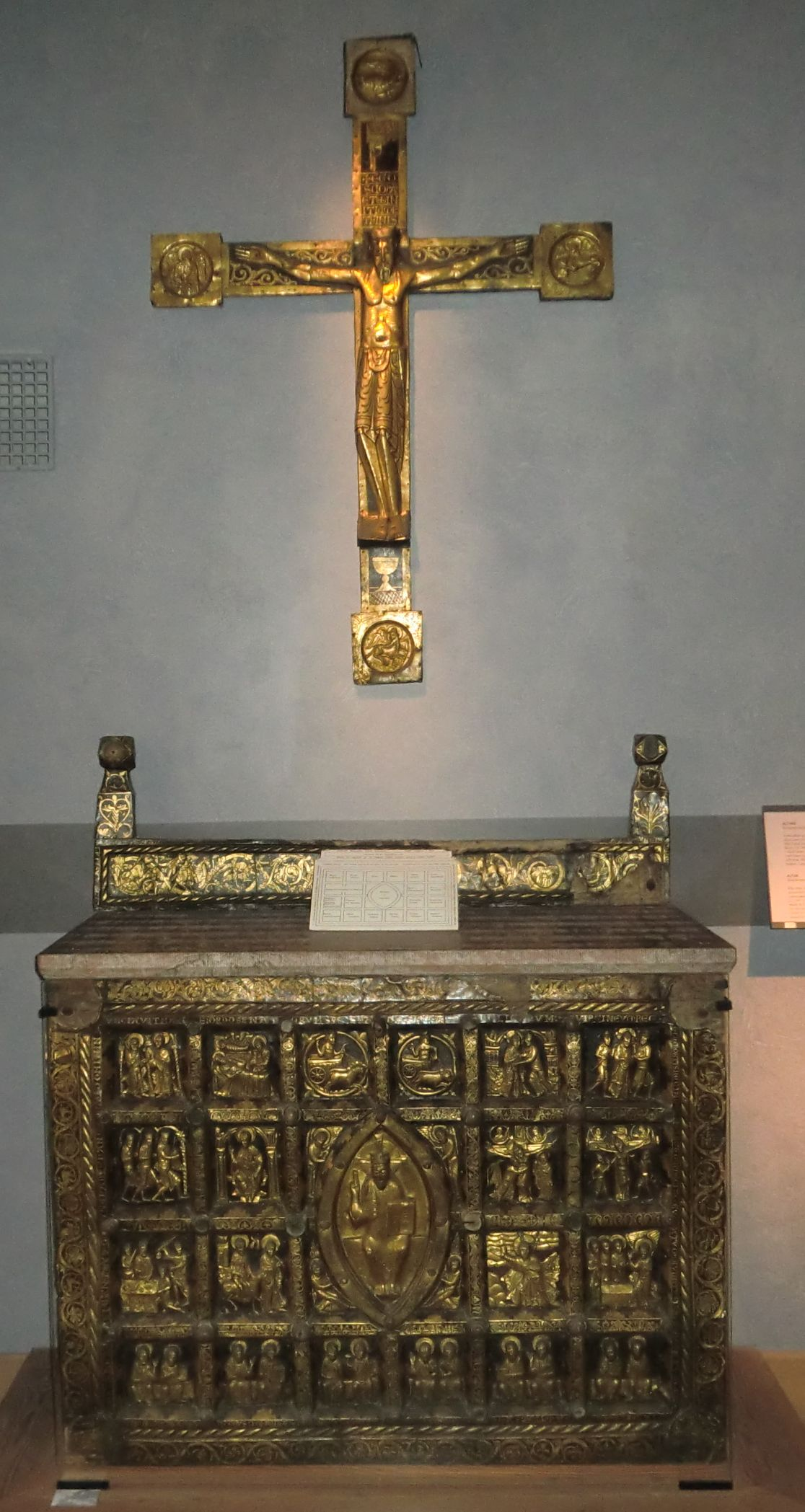
Broddetorpsantemensalet på Historiska museet i Stockholm.

Ett antependium (av latin ante, ’framför’ och pendere, ’hänga’) eller altarkläde är ett tygstycke som används för att täcka och pryda altaret i kristna kyrkor. Ursprungligen täcktes tre eller fyra sidor men från 1100-1200-talen blev det regel att endast täcka framsidan.
Färgen på antependiet brukar som regel följa kyrkoårets växlingar. Samma färger används för övrigt för mässkruden. Den vanligast använda färgen är grönt. 

## Historia
Antependier började användas i den kristna kyrkan under 400-talet. De var av tyg och rikt utsydda med bilder. Det äldsta nu bevarade, från 800-talet, finns framför högaltaret i basilikan Sant'Ambrogio i Milano. I Statens historiska museum finns broderier från ett antependium från 1100-talet. Broderierna utgörs av 24 runda tavlor med bildframställningar ur Kristi liv, sydda på tyg i guld mot en likaledes sydd silverbotten, allt utfört i en egendomlig teknik. Detta antependium har tidigare tillhört Biskopskulla kyrka i Uppland.

## Altarprydnader i trä eller metall
Det finns även liknande altarprydnader av trä- eller metallskivor, ibland sirade med guld och ädla stenar; en sådan kallas vanligen antemensale. Statens historiska museum äger ett antemensale från 1100-talet, Broddetorpsantemensalet, vilket tidigare tillhört Broddetorps kyrka i Västergötland. Det är av ek och beklätt med drivna och förgyllda kopparplåtar. Bilderna visar scener ur Jesu liv
Lyngsjö kyrka, söder om Kristianstad, har ett unikt antemensale i metall som bedöms vara från 1140-talet.